# دختر وحشی شد
«دختر وحشی شد» (به انگلیسی: Girl Gone Wild) تک‌آهنگی از هنرمند اهل ایالات متحده آمریکا مدونا است که در ۲ مارس ۲۰۱۲ منتشر شد. این تک‌آهنگ در آلبوم ام‌دی‌ان‌ای قرار داشت.
این تک‌آهنگ در چارت‌های ایتالیا، اسپانیا جزو ده ترانه اول قرار گرفت.
مانکن آمریکایی، شان اپرای در نماهنگ آن حضور یافت.